# Заполжани
Заполжани (мкд. Заполжани) су насеље у Северној Македонији, у средишњем делу државе. Заполжани припадају општини Дољнени.

## Географија
Насеље Заполжани је смештено у средишњем делу Северне Македоније. Од најближег већег града, Прилепа, насеље је удаљено 20 km западно.
Рељеф: Заполжани се налазе у северном делу Пелагоније, највеће висоравни Северне Македоније. Насељски атар је махом равничарски, без већих водотока, док се даље ка истоку издиже планина Трескавац. Надморска висина насеља је приближно 600 метара.
Клима у насељу је континентална.

## Становништво
По попису становништва из 2002. године, Заполжани су имали 243 становника.
Претежно становништво у етнички Македонци (97%). Остало су Цигани.
Већинска вероисповест у насељу је православље.